# Hygrotus corpulentus
Hygrotus corpulentus är en skalbaggsart som först beskrevs av Hermann Rudolph Schaum 1864.  Hygrotus corpulentus ingår i släktet Hygrotus och familjen dykare. Inga underarter finns listade i Catalogue of Life.